# Mezguitem
Mezguitem of Mazguitam (Tamazight: ⵎⵣⴳⵉⵜⵎ) is een plaats gelegen in het Rifgebergte in het noordoosten van Marokko. Het behoort tot de provincie Guercif in de regio Oriental, en valt onder het stamgebied van de Ibdarsen. Zowel het stadje als de dorpen eromheen vormen het plaatsje Mezguitem.

## Etymologie
De naam "Mezguitem" is waarschijnlijk afgeleid van het Tamazight-woord tamezgida of tamzida, wat "moskee" betekent. Volgens lokale overlevering ontstond het dorp rond een moskee, waarna geleidelijk meer huizen werden gebouwd.

## Geografie
Mezguitem ligt op ongeveer 869 meter boven zeeniveau in een bergachtig gebied op circa 60 kilometer ten noordoosten van de stad Taza. De gemeente bestrijkt een oppervlakte van ongeveer 637 vierkante kilometer. Ze bestaat uit tientallen kleine dorpen en gehuchten verspreid over een uitgestrekt landelijk gebied.

## Bevolking
Volgens de volkstelling van 2004 telde Mezguitem 9.891 inwoners. Dit aantal daalde tot 8.087 bij de telling van 2014. Voor 2024 wordt het aantal inwoners geschat op circa 6.100. De bevolking bestaat vrijwel geheel uit Amazigh (Berberse) families die tot de Ibdarsen behoren. De voertaal in de regio is het Oost-Tarifit, een variant van het Riffijns.

## Cultuur en samenleving
De lokale economie is voornamelijk gebaseerd op landbouw en veeteelt. Veel gezinnen leven van olijfteelt, graanproductie en het houden van kleinvee. De traditionele weekmarkt op woensdag is een belangrijk sociaal en economisch moment voor de bewoners van Mezguitem en omliggende dorpen.
Door beperkte werkgelegenheid in de regio is migratie een veelvoorkomend fenomeen. Veel inwoners zijn verhuisd naar grotere Marokkaanse steden of wonen in Europa, vooral in Frankrijk, Nederland en België. Geldovermakingen vanuit het buitenland spelen dan ook een belangrijke rol in het lokale bestaan.

## Archeologie en natuur
In de omgeving van Mezguitem zijn archeologische resten gevonden, waaronder twee menselijke skeletten in een pre-islamitische tombe. Deze vondsten wijzen op bewoning van het gebied in de oudheid.
Daarnaast bevindt zich in de buurt van het gehucht Aïn Tija een ecologisch project voor de herintroductie van de bedreigde heremietibis (ibis chauve). Dit project maakt deel uit van inspanningen om de biodiversiteit in het Rifgebergte te behouden.

## Dorpen
De volgende dorpen behoren tot de gemeente:
- Ain Mzizoui
- Ait Moussi
  - Ait Yazref
  - Iboutahren
  - Ifarsiouen
  - Ifidahen
- Al Hourach Bab Lakhmiss
- Bougueza
- Bouhlalifene
- Bouzellifene
- Chorfa Angad
- Chorfa Sidi Said
- Douz
- El Hourach
- Guendbour
- Guetara (Ouled Amar Ou Hmed)
- Hamouchen Aamer
- Ibouchtaten
- Ibouichen
- Ifouras
- Ihadhoumen
- Ihadouchen
- Iheyatane
- Imouzar
- Izerfane
- Mezguitem
- Ouled Ali Karieh
- Ouled Mohamed Ou Abdellah
- Ouled Rahou
- Ouled Alla
- R'bouhate
- Sidi 'Amar
- Sidi Belkacem (Hribchat)
- Sidi El Hadi
- Tilaouline
- Thirni

## Bekende personen
- Adel Taarabt – (Mezguitem, 24 mei 1989) Hij speelde onder andere voor Tottenham Hotspur, Queens Park Rangers en Benfica, en kwam uit voor het Marokkaans nationaal elftal.